# Bloodhound SSC
Bloodhound SSC — британский сверхзвуковой автомобиль, находившийся в разработке с 2000-х годов. По замыслу конструкторов он смог бы разогнаться до скорости 1609 км/ч, установив таким образом новый мировой рекорд скорости на земной поверхности 1000 миль в час. Рекорд на данный момент не побит.
Своё имя «Bloodhound» получил в честь британской ракеты ПВО Bristol Bloodhound 2, состоявшей на вооружении в 1960—1992 годах.
В конце 2018 года проект был закрыт. Преемником проекта стал Bloodhound LSR.

## Конструкция
Автомобиль оснащён турбореактивным двигателем Eurojet EJ200 от истребителя Eurofighter Typhoon, а также гибридным ракетным двигателем фирмы Nammo, в котором в роли насоса для окислителя выступает 550-сильный компрессорный мотор V8 5.0 компании Jaguar, накачивающий топливо и обеспечивающий электрическую и гидравлическую мощность самолету и ракете.
Чтобы остановить автомобиль, применяется следующая последовательность:
- 1609 км/ч: закрытие дроссельной заслонки — вначале скорость замедления 3g, затем быстро падает;
- 1287 км/ч: начало задействования аэродинамического тормоза, постепенное увеличение его площади чтобы попытаться сохранить замедление в 3g в околозвуковой области (1287—1046 км/ч);
- ниже 965 км/ч: выпуск тормозного парашюта для увеличения скорости торможения обратно до 3g;
- 645 км/ч: выпуск второго парашюта, если потребуется;
- 400 км/ч: применение дисковых тормозов для остановки в конце трассы.

## Разработка
Ричард Нобл 4 октября 1983 года установил новый мировой рекорд и достиг скорости 1019 км/ч, управляя реактивным автомобилем Thrust2 в пустыне Блэк-Рок, Невада, США. Он возглавлял проект по постройке автомобиля Thrust SSC, на котором пилот истребителя Королевских ВВС Великобритании Энди Грин 15 октября 1997 года впервые в мире на управляемом наземном транспортном средстве официально (в соответствии с правилами FIA) преодолел звуковой барьер, развив скорость 1228 км/ч.
Лорд Дрэйсон, министр науки Великобритании, объявил о проекте 23 октября 2008 в Музее науки в Лондоне. Именно он первым предложил проект Ричарду Ноблу и Энди Грину в 2006 году.
19 июля 2010 года на международном авиасалоне Фарнборо состоялась презентация полноразмерного макета Bloodhound SSС. Над проектом работает команда во главе с Ричардом Ноблом. Управлять болидом будет Энди Грин. Предполагается, что Bloodhound SSC будет разгоняться от 0 до 1609 км/ч за 55 секунд. При этом водитель будет испытывать перегрузку приблизительно в 2,5g.